# РД-0110
РД-0110 (11Д55 по классификации ГРАУ) — четырёхкамерный жидкостный ракетный двигатель, работающий на керосине и жидком кислороде. Создан в Конструкторском бюро химавтоматики (КБХА), используется на третьей ступени ракет-носителей «Союз» и «Молния-М» (Блок И).

## История
Семейство двигателей РД-107, РД-108 и РД-0110 создавалось на базе отработанного ранее ракетного двигателя РД-106, использовавшегося на второй ступени МБР Р-9А. Ведущим конструктором этих двигателей был Я. И. Гершкович. РД-0110 стал последним и наиболее совершенным в семействе, его разработка началась в 1963 году, первые лётные испытания прошли в 1965 году, а в 1967 году двигатель был пущен в серию.
Производится РД-0110 на Воронежском механическом заводе.
В конце 2013 года состоялось первое лётное испытание модифицированного РД-0110 — рулевого двигателя РД-0110Р главного конструктора Горохова В. Д.. Этот двигатель с укороченными («земными») соплами и отклонением основных камер входит в состав первой ступени ракеты «Союз-2.1в» вместе с двигателем НК-33.
В 1993 году стартовала программа разработки замены двигателю РД-0110. В 2006 она успешно завершилась созданием РД-0124. Этот двигатель похож на РД-0110 только присоединительными размерами, количеством основных камер (четыре) и величиной тяги. Из-за того, что новый двигатель существенно дороже, и из-за недостаточной статистики реальной надёжности, старый и новый двигатели будут выбираться в зависимости от задач каждого конкретного пуска.

## Конструкция
Двигатель выполнен по открытой схеме. Состоит из одного турбонасосного агрегата, четырёх основных камер сгорания и четырёх рулевых сопел, через которые истекает газ, приводящий в действие турбонасосный агрегат .